# Clive Granger
Sir Clive William John Granger (Swansea, 4 settembre 1934 – La Jolla, 27 maggio 2009) è stato un economista e statistico britannico, professore emerito della Università della California, San Diego, USA (UCSD).
Insieme con Robert Engle, è stato nel 2003 vincitore del Premio Nobel per l'economia come riconoscimento dei contributi fatti per l'analisi dei dati di serie temporali. Questo lavoro ha cambiato radicalmente il modo in cui gli economisti analizzano i dati finanziari e macroeconomici.

## Biografia
Di nascita gallese, Clive Granger è stato studente dell'Università di Nottingham (Inghilterra), dove in seguito divenne professore ordinario. Trascorse in tutto 22 anni a Nottingham, prima di trasferirsi, nel 1974, alla UCSD. Nel 2005, l'edificio dell'Università di Nottingham che ospita i dipartimenti di Economia e Geografia è stato ribattezzato Sir Clive Granger Building, in onore del suo conseguimento del premio Nobel.
I principali contributi teorici di Clive Granger sono incentrati sulla relazione tra diverse variabili finanziarie/economiche nel tempo. Granger ha mostrato che i metodi statistici tradizionali possono condurre a conclusioni errate, se applicati a variabili caratterizzate da non-stazionarietà, ossia che tendono a variare nel tempo, senza ricondursi a una qualche media, costante, di lungo periodo. Ha inoltre mostrato come sia possibile combinare diverse variabili non stazionarie, ottenendo una nuova variabile caratterizzata da stazionarietà; questa proprietà è nota come cointegrazione. Questa scoperta ha non solo portato a importanti sviluppi nella statistica e nell'econometria, ma ha inoltre consentito di riconciliare la teoria della macroeconomia col dato empirico. Clive Granger ha inoltre sviluppato una nozione statistica formale di causalità, comunemente indicata come causalità di Granger.
Granger è morto a 74 anni il 27 maggio 2009, allo Scripps Memorial Hospital di La Jolla, in California.

## Vita privata
Granger è stato sposato con Patricia (Lady Granger) dal 1960 fino alla sua morte. Due i figli: Mark William John e Claire Amanda Jane.

## Principali contributi
- Granger, C., Investigating Causal Relations by Econometric Models and Cross-Spectral Methods, in Econometrica, 37, pp. 424-438, 1969.
- Engle, R., Granger, C., Co-integration and Error Correction: Representation, Estimation and Testing, in Econometrica, 55, pp. 251-276, 1987.
- Granger, C., Forecasting in business and economics, Boston, Academic press, 1989.
- Timo Teräsvirta, Granger, C., Modelling nonlinear economic relationships, Oxford, Oxford University Press, 1993.
- Granger, C., Economia di guerra, economia di pace, Di Renzo Editore, 2006.